# Free Uzi
Free Uzi è un singolo del rapper statunitense Lil Uzi Vert pubblicato il 28 marzo 2019.

## Video musicale
Il video musicale del singolo è stato pubblicato il giorno stesso dal regista del video, Qasquiat, su YouTube.

## Tracce
1. Free Uzi – 3:15